# يوهان غوتفريد تيسك
يوهان غوتفريد تيسك (بالألمانية: Johann Gottfried Teske) (و. 1704 – 1772 م) هو فيزيائي، وأستاذ جامعي من ألمانيا . ولد في كونيغسبرغ.
وكان عضواً في الأكاديمية الروسية للعلوم .
توفي في كونيغسبرغ ، عن عمر يناهز 68 عاماً.